# Ocrad
Ocradは、光学文字認識プログラムである。GNUプロジェクトの一部であり、GNU GPLの下で自由ソフトウェアとしてライセンスされている。  
特徴抽出法に基づき、PPM形式の画像を読み取り、バイト（8ビット）またはUTF-8形式のテキストを生成する。また、印刷されたページに一般的に見られる列やテキストブロックを分離できるレイアウト解析機能も含まれている。

## ユーザーインタフェース
Ocradは、単体のコマンドラインアプリケーションとして使用することも、他のプログラムのバックエンドとして使用することもできる。  
KDEの標準スキャンアプリケーションであったKooka（KDE 4まで）は、OcradをOCRエンジンとして使用できる。新しいQtバージョンへの移行後、現在のKDEにはKookaは含まれておらず、開発はKDEのGitリポジトリで継続されている。  
また、OcradはOCRFeederのOCRエンジンとしても使用できる。  

## 歴史
Ocradは2003年からアントニオ・ディアス・ディアスによって開発されている。バージョン0.7は2004年2月に、0.14は2006年2月に、0.18は2009年5月にリリースされた。これはC++で書かれている。  
bug-ocradメーリングリストのアーカイブは2003年10月まで遡ることができる。